# Веселин Щерев
Веселин Щерев е български гребец, участвал в олимпийските игри в Москва 1980 г.

## Биография
Веселин Нейков Щерев е роден на 17 ноември 1957 г. в село Белозем, Пловдивско.
През 1980 г. участва на олимпийските игри в Москва в надпреварата на академично гребане.